# Шарански риболов
Шаранском риболову приступају само риболовци који су већ савладали основе уопштеног риболова и за разлику од осталих риболоваца искорачили корак унапред по питању знања.
Модерни шарански роболов можемо поделити на 3 врсте а то су:
1. Рекреативни шарански риболов је спортско-рекреативна активност у којој шаранџија ловећи рибе, делимично или у потпуности остварује своје жеље и потребе за одмором и рекреацијом.

1. Такмичарски шарански риболов је све више заступљен, али је та врста риболова изузетно напорна у односу на рекреативни. Он се одвија по одређеним правилима и пропозицијама, генерално је скупљи и захтава датељну прупрему.

1. Експериментални шарански риболов је највиши домет у шаранском риболову и веома мали број људи се бави професионално њим. Људима који се баве оваквим видом риболова задатак је да допринесу квалитету нових производа или побољшавање већ постојећих.

## Модернизација
Модерни шарански риболов потиче из Енглеске, од времена када је измишљено постављање мамца на длаку, а одиграло се све седамдесетих година.
Систем "на длаку" је једна од основних ствари у модерном шаранском риболову, а поред тога је јако битан C&R (Catch & Release) тј, приступ ухвати и пусти. Модерни шарански роболов је веома захтеван и скуп спорт, па му се није лако у потпуности посветити. То могу само они који га истински воле и спремни су на многа одрицања.

## Прибор и опрема
Шарански риболов је веома захтеван па се под тим подразумева коришћење свакакве опреме и прибора. Модерни шарански параболични и полупараболични штапови и машинице нам омогућавају далеке и прецизне забачаје који често прелазе и преко 100 метара. Такав прибор посебне израде, квалитета и изгледа омогућава нам сигурну борбу са веома борбеном рибом, а ако узмемо у обзир да поједини примерци теже и преко 30 кила онда сте свесни колики значај имају квалитетни штапови и машинице. Цена неких штапова и машиница износи и по неколико стотина евра.
На том истом штапу и машиници мора да буде квалитетан најлон на чијем крају је монтажа-систем.
Израда система и презентације се састоји од употребе посебних материјала за израду предвеза, олова и квалитетних удица. Облик и величина олова одређује се у зависности на каквом терену се пеца и на којој даљини. Облик и величину удице одређујемо по облику и величуни мамца који постављамо на длаку и по величини рибе која је најзаступљенија у води којој пецамо. Тако намонтиран и забачен штап постављамо на индикатор који је наврнут на род под или класичан држач-самац.
Након жестоке борбе са робом која уме да траје и дуже од 30 минута, уморену рибу прихватамо шаранским мередовом који је пречника преко 1 метра а израђен је од меканог материјала да се риба не би оштетила.